# 重処分
重処分（じゅうしょぶん）とは、国家公務員法・地方公務員法における懲戒処分（懲戒免職を除く）の内、軽処分にあたらないものである。防衛省職員においては、重処分を受けた職員は昇給時期の延伸・勤勉手当の大幅減額を受けるほか、その後の昇任・昇級は絶望的となり、上級職選抜試験の受験資格も恒久的に失われる。重処分を受けた職員のほとんどは依願退職（かつては諭旨免職と呼ばれた）を余儀なくされる。
主として防衛省における用語で、他の官庁ではこのような区分はされていない。
- 降任
- 5日をこえる停職
- 減給合算額が俸給月額の3分の1を超える減給

対義語は軽処分（5日以内の停職・減給合算額が俸給月額の3分の1を超えない減給又は戒告）である。